# Jože Vadnov
Jože Vadnov, slovenski telovadec, * 5. julij 1912, Ljubljana, † 21. september 1996.
Vadnov je za Kraljevino Jugoslavijo nastopil na Poletnih olimpijskih igrah 1936 v Berlinu, kjer je tekmoval v osmih disciplinah, najboljši rezultat pa dosegel v ekipnem mnogoboju s šestim mestom.